# Faseroptik (Fachbereich)
Die Faseroptik ist das Teilgebiet der technischen Optik, das sich mit der Entwicklung optischer Systeme zur Übertragung, d. h. Einkopplung, Führung und Auskopplung, von elektromagnetischer Strahlung und optischen Signalen durch lichtleitende Medien (Lichtleiter) beschäftigt.
Diese Medien sind üblicherweise Lichtwellenleiter auf Basis von Lichtleitfasern unterschiedlicher Materialien (z. B. Glasfasern), daher werden diese Bauelemente auch als faseroptische Elemente oder kurz ebenfalls als Faseroptik oder Glasfaseroptik bezeichnet. Dies kann auch Verbindungs- und Hilfsmittel einschließen.